# The Boatman's Call
The Boatman's Call (Mute, 1997) is het tiende studio-album van Nick Cave and the Bad Seeds. Het is een heel ingetogen album. Nick Cave schreef het na het einde van zijn relatie met zangeres PJ Harvey.
Het album werd in juli 1996 opgenomen in de befaamde Abbey Road Studios en Sarm West Studios in Londen. The Boatman's Call werd geproduceerd door Nick Cave and the Bad Seeds zelf, samen met de befaamde producer Flood. Het album werd gemixt door Flood in The Church in Londen in september 1996.

## Tracks
- Into My Arms
- Lime Tree Arbour
- People Ain't No Good
- Brompton Oratory
- There Is A Kingdom
- (Are You) The One That I've Been Waiting For?
- Where Do We Go Now But Nowhere?
- West Country Girl
- Black Hair
- Idiot Prayer
- Far From Me
- Green Eyes

## Muzikanten
- Nick Cave: zang, piano, hammondorgel, vibes, casio
- Mick Harvey: akoestische gitaar, hammondorgel, basorgel, gitaar, vibes
- Blixa Bargeld: gitaar, piano
- Thomas Wydler: drums, maraca's
- Conway Savage: piano, backing vocals
- Martyn P. Casey: basgitaar
- Jim Sclavunos: bells, drums, melodica
- Warren Ellis: viool, accordeon